# A Pure Gold Partner
Pour plus de détails, voir Fiche technique et Distribution.
A Pure Gold Partner (littéralement, Un partenaire en or pur) est un film muet américain réalisé par Lynn Reynolds, sorti en 1915.

## Fiche technique
- Titre : A Pure Gold Partner
- Réalisation : Lynn Reynolds
- Scénario : Harvey Gates, d'après une histoire de Lynn Reynolds
- Producteur : Pat Powers
- Société de production :  Powers Picture Plays
- Société de distribution :  Universal Film Manufacturing Company
- Pays d'origine :  États-Unis
- Langue : film muet avec les intertitres en anglais
- Métrage : 300 m (1 bobine)
- Format : Noir et blanc — 35 mm — 1,33:1 — Muet
- Genre : Film dramatique
- Durée : 10 minutes
- Dates de sortie : 
  -  États-Unis : 23 octobre 1915

## Distribution
- Sydney Ayres : Jack Oakes
- Van Dyke Sheldon : Ray Donaldson
- Doris Pawn : Janice Donaldson
- Val Paul (en) : Pete Reeves
- Albert MacQuarrie (en) : le grand-père de Janice